# Lars Amble
Lars Anders Amble-Næss, känd som Lars Amble, född 10 augusti 1939 i Oscars församling i Stockholm, död 19 augusti 2015 i Oscars församling i Stockholm, var en svensk skådespelare och regissör.

## Biografi
Lars Ambles föräldrar var båda skådespelare; fadern var den norskfödde Leif Amble-Næss och modern den svenskfödda Maritta Marke. Han genomgick Dramatens elevskola 1962–1965. Då hade han redan hunnit ha flera roller på Riksteatern. På Dramaten arbetade Amble i flera olika omgångar från 1965, bland Dramaten-uppsättningarna kan nämnas Woyzeck, Stormen, Stiftelsen, Markurells i Wadköping och En midsommarnattsdröm. Han var initiativtagare till teatergruppen Unga Dramaten. Hans sista framträdande på Dramaten blev som Anselme i Den girige, en roll han spelade fram till i april 2015.
Amble var engagerad som skådespelare och regissör vid privatteatrar i Stockholm som Intiman, Folkan, Scalateatern, Oscars, Vasan och Chinateatern 1969–1974. Han skrev musikaler, bearbetade och översatte pjäser, medverkade i krogshower och revyer. Amble blev konstnärlig ledare på Maximteatern i Stockholm 1986 och senare en av delägarna. Han regisserade och var en av manusförfattarna bakom musikalkomedin Skål (1985) där 1900-talets historia sammanfattades på ett par timmar. Med Amble som regissör, översättare och drivande kraft blev Maximteatern Stockholms främsta komediscen under 1980- och 1990-talen. Amble satte upp en lång rad publiksuccéer såsom Omaka par (1987), Skvaller (1990) och Rakt ner i fickan (1994). Det sista Amble regisserade på Maxim var den revynostalgiska föreställningen Strålande tider! Härliga tider! (2000).
Tre gånger belönades han med privatteaterpriset Guldmasken för bästa regi. Han undervisade även vid Teaterhögskolan i Stockholm.
Amble var även flitigt förekommande på TV och film; här kan nämnas Raggare! 1959, Någonstans i Sverige 1973, Den enfaldige mördaren 1982, Två killar och en tjej 1983 och Peter Dalles film Skenbart 2003. På 1970-talet uppträdde han tillsammans med Lasse Berghagen och Lasse Lönndahl i TV-underhållningen Triss med Lasse. Han erhöll den kungliga medaljen Litteris et Artibus 2003. Han var även med i reklam film , där han längre blev ansiktet för och känd som Fazer mannen, "den är ju så ljus o god".

### Privatliv
Lars Amble var första gången gift 1963–1971 med skådespelaren och skolkamraten Marie Göranzon (född 1942) och blev far till dramatikern Lolo Amble (född 1963). Andra gången var han gift 1975–1976 med Margareta Kempe (född 1953), dotter till kommendörkapten Olof Kempe och Maja, ogift Bedoire. Tredje gången var han gift 1977–1996 med fotvårdsspecialisten Ingrid Thomasson (född 1945), dotter till handelsträdgårdsmästaren Sven Thomasson och Ruth Thomasson. Fjärde gången var han gift från 1999 till sin död med Gunborg Alm (född 1941). Lars Amble är gravsatt i minneslunden på Galärvarvskyrkogården i Stockholm.

## Filmografi i urval

### Roller
- 1959 – Raggare!
- 1966 – Heja Roland!
- 1967 – Gumman som blev liten som en tesked (TV-serie)
- 1968 – Korridoren
- 1968 – Siste nudisten
- 1971 – Flagga för trygghet (TV-film)
- 1971 – Horoskopet (TV-film)
- 1972 – The Day the Clown Cried
- 1972 – Firmafesten
- 1973 – Bröllopet
- 1973 – Någonstans i Sverige (TV-serie)
- 1973 – Makt på spel (TV-serie)
- 1973 – N.P. Möller, fastighetsskötare (TV-serie)
- 1974 – Vita nejlikan eller Den barmhärtige sybariten
- 1974 – Sams
- 1975 – Skärseld
- 1977 – Tabu
- 1977 – Bernard och Bianca (röst)
- 1978 – Restauranten
- 1979 – Den åttonde dagen
- 1979 – Repmånad
- 1979 – Makten och hederligheten (TV-film)
- 1979 – Jag är med barn
- 1980 – Flygnivå 450
- 1980 – Välkommen hem (TV-serie)
- 1980 – Hyenan ler faktiskt inte... (TV-film)
- 1981 – Rasmus på luffen
- 1981 – Göta kanal
- 1981 – Sopor
- 1981 – Olsson per sekund eller Det finns ingen anledning till oro
- 1981 – Genombrottet (TV-film)
- 1982 – Den enfaldige mördaren
- 1982 – Studenten (TV-film)
- 1983 – Två killar och en tjej
- 1983 – Kalabaliken i Bender
- 1984 – Rosen
- 1984 – Panik i butiken (TV-serie)
- 1984 – Se upp för sjöjungfrur! (TV-film)
- 1986 – Min pappa är Tarzan
- 1987 – Varuhuset (TV-serie)
- 1988 – Clark Kent (TV-serie)
- 1997 – Svensson Svensson – filmen
- 1997 – Snoken (TV-serie)
- 1999 – Jakten på en mördare (TV-serie)
- 2001 – Harry Potter och de vises sten (röst)
- 2002 – Harry Potter och Hemligheternas kammare (röst)
- 2003 – Skenbart – en film om tåg
- 2004 – Harry Potter och fången från Azkaban (röst)
- 2006 – Beck – Flickan i jordkällaren (TV-film)
- 2006 – Möbelhandlarens dotter (TV-serie)
- 2007 – Harry Potter och Fenixorden (röst)
- 2007 – En spricka i kristallen (TV-serie)
- 2010–2014 – Morden i Sandhamn (TV-serie)

### Regi
- 1974 – Bakom masker
- 1981 – Olsson per sekund eller Det finns ingen anledning till oro
- 2006 – Lögn i Helvete

## Teater

### Roller (ej komplett)
| År   | Roll                   | Produktion                                       | Regi               | Teater       |
| ---- | ---------------------- | ------------------------------------------------ | ------------------ | ------------ |
| 1965 | Fältväbeln Tygmästaren | Mutter Courage Bertolt Brecht                    | Alf Sjöberg        | Dramaten     |
| 1965 | Cyril                  | Yvonne, prinsessa av Bourgogne Witold Gombrowicz | Alf Sjöberg        | Dramaten     |
| 1967 | Henri                  | Flickan i Montreal Lars Forssell                 | Jackie Söderman    | Dramaten     |
| 1970 | Mortimer Brewster      | Arsenik och gamla spetsar Joseph Kesselring      | Hasse Ekman        | Scalateatern |
| 1971 | Don Baker              | Fri som fjärilen Leonard Gershe                  | Jan Malmsjö        | Scalateatern |
| 1974 | Medverkande            | Paviljongen, revy Carl Zetterström               | Hans Bergström     | Scalateatern |
| 1976 | Stenwall               | Chez nous Per Olov Enquist och Anders Ehnmark    | Lars Göran Carlson | Dramaten     |
| 1979 | Sergeij                | Kollontaj Agneta Pleijel                         | Alf Sjöberg        | Dramaten     |
| 1984 | Jonathan Brewster      | Arsenik och gamla spetsar Joseph Kesselring      | Lars Amble         | Maximteatern |
| 1999 | Rektor Blidberg        | Markurells i Wadköping Hjalmar Bergman           | Peter Dalle        | Dramaten     |
| 2000 | Egeus                  | En midsommarnattsdröm William Shakespeare        | John Caird         | Dramaten     |
| 2003 | Greven av Gloucester   | Kung Lear William Shakespeare                    | Stefan Larsson     | Dramaten     |
| 2005 | Hermocrate             | Kärlekens triumf Pierre de Marivaux              | Staffan Roos       | Dramaten     |
| 2005 | Escalus                | Lika för lika William Shakespeare                | Yannis Houvardas   | Dramaten     |
| 2006 | Domare Wolff           | Pinocchios aska Jokum Rohde                      | Anna Novovic       | Dramaten     |
| 2015 | Anselme                | Den girige Molière                               | Gösta Ekman        | Dramaten     |

### Regi (ej komplett)
| År   | Produktion                                                         | Upphovsmän                                                                                                | Teater                             |
| ---- | ------------------------------------------------------------------ | --- | ---------------------------------- |
| 1967 | Meda från Mbongo                                                   | Willy Kyrklund                                                                                            | Dramaten                           |
| 1969 | Djur som inte...                                                   | Beppe Wolgers                                                                                             | Dramaten Gästspel på Oscarsteatern |
| 1969 | Cabaret                                                            | John Kander, Fred Ebb och Joe Masteroff                                                                   | Maximteatern                       |
| 1971 | Vad är det för fel på 1933 års modell?, revy                       | Carl Zetterström                                                                                          | Scalateatern                       |
| 1972 | Sånt folk!, revy                                                   | Carl Zetterström                                                                                          | Maximteatern                       |
| 1975 | Staden spelar upp                                                  | Carl Zetterström                                                                                          | Dramaten                           |
| 1977 | Den musikaliska stolpsängen I Do! I Do!                            | Tom Jones och Harvey Schmidt Översättning Bo Forsberg                                                     | Riksteatern                        |
| 1983 | Arsenik och gamla spetsar Arsenic and Old Lace                     | Joseph Kesselring                                                                                         | Maximteatern                       |
| 1985 | Skål                                                               | Lars Amble, Magnus Härenstam, Lill Lindfors, Brasse Brännström och Anders Berglund                        | Maximteatern                       |
| 1987 | Omaka par The Odd Couple                                           | Neil Simon                                                                                                | Maximteatern                       |
| 1988 | Jag är inte Rappaport I'm Not Rappaport                            | Herb Gardner                                                                                              | Dramaten                           |
| 1989 | Happy End Situation Comedy                                         | Brian Cooke och Johnnie Mortimer Översättning Sven Melander, bearbetning Lars Amble och Brasse Brännström | Maximteatern                       |
| 1990 | Hemlig extas The Secret Rapture                                    | David Hare                                                                                                | Dramaten                           |
| 1990 | Skvaller Gossip                                                    | Neil Simon                                                                                                | Maximteatern                       |
| 1991 | Tartuffe                                                           | Molière                                                                                                   | Dramaten                           |
| 1992 | En handelsresandes död Death of a Salesman                         | Arthur Miller                                                                                             | Dramaten                           |
| 1992 | Trassel Out of Order                                               | Ray Cooney                                                                                                | Maximteatern                       |
| 1993 | Press - ett obehagligt stycke Silly Cow                            | Ben Elton Översättning och bearbetning Lars Amble och Brasse Brännström                                   | Vasateatern                        |
| 1994 | I nöd och lust The Cemetery Club                                   | Ivan Menchell                                                                                             | Maximteatern                       |
| 1995 | Dubbeltrubbel Pyjamas Pour Six                                     | Marc Camoletti Översättning och bearbetning Lars Amble och Brasse Brännström                              | Vasateatern                        |
| 1996 | Lill & Svensson                                                    | Lill Lindfors, Lennart R Svensson m.fl.                                                                   | Maximteatern                       |
| 1996 | Rakt ner i fickan Cash on Delivery                                 | Michael Cooney                                                                                            | Maximteatern                       |
| 1998 | Pengarna eller livet Funny Money                                   | Ray Cooney                                                                                                | Maximteatern                       |
| 1998 | Kämpa på A Lady of Letters Sova bland säckar Bed Among the Lentils | Alan Bennett Översättning och bearbetning Lars Amble och Brasse Brännström                                | Maximteatern                       |
| 2000 | Strålande tider! Härliga tider!, revy                              | | Maximteatern                       |
| 2006 | Lögn i helvete The Lying Kind                                      | Anthony Neilson Översättning Hans Alfredson                                                               | Vasateatern                        |
| 2006 | Blomsterplockarna                                                  | Erland Josephson                                                                                          | Strindbergs intima teater          |

## Priser och nomineringar
| År   | Uppsättning          | Pris       | Kategori   | Resultat  |
| ---- | -------------------- | ---------- | ---------- | --------- |
| 1988 | Omaka par            | Guldmasken | Bästa regi | Vann      |
| 1991 | Skvaller             | Guldmasken | Bästa regi | Vann      |
| 1993 | Trassel              | Guldmasken | Bästa regi | Vann      |
| 1999 | Pengarna eller livet | Guldmasken | Bästa regi | Nominerad |
| 2006 | Lögn i helvete       | Guldmasken | Bästa regi | Nominerad |